# Live (Blind Guardian-album)
A Live a Blind Guardian német power metal zenekar 2003-ban megjelent második koncertlemeze. A felvételek a Blind Guardian világkörüli turnéján készültek Tokióban, Stockholmban, Lichtenfelsben, Velencében, Düsseldorfban, Milánóban, Fizenzében, Barcelonában, Donostia-San Sebastiánban, Avilésben, Madridban, Granadában, Valenciában, Brémában, Moszkvában, Hamburgban, Berlinben, Münchenben, Stuttgartban.

## Számok listája

### Első lemez
1. War of Wrath – 1:54
2. Into the Storm – 4:52
3. Welcome to Dying – 5:28
4. Nightfall – 6:20
5. The Script for my Requiem – 6:38
6. Harvest of Sorrow – 3:56
7. The Soulforged – 6:03
8. Valhalla – 8:12
9. Majesty – 8:19
10. Mordred's Song – 6:46
11. Born in a Mourning Hall – 5:57

### Második lemez
1. Under the Ice – 6:15
2. Bright Eyes – 5:26
3. Punishment Divine – 6:21
4. The Bard's Song (In the Forest) – 7:48
5. Imaginations from the Other Side – 9:40
6. Lost in the Twilight Hall – 7:09
7. A Past and Future Secret – 4:31
8. Time Stands Still (At the Iron Hill) – 5:52
9. Journey Through the Dark – 5:43
10. Lord of the Rings – 4:34
11. Mirror Mirror – 6:06

## Felállás
- Hansi Kürsch – ének
- André Olbrich – szólógitár és háttérvokál
- Marcus Siepen – ritmusgitár és háttérvokál
- Thomas "Thomen" Stauch – dob

## Vendég zenészek
- Oliver Holzwarth – basszusgitár és háttérének
- Michael Schüren – billentyűk és háttérének
- Alex Holzwarth – dob

## Produkció
- Charlie Bauerfeind - producer, keverés
- Alexander "Chester" Kalb - felvétel
- Andreas Marschall - albumborító
- Nikolay "Dr. Venom" Simkin - borító
- Dennis "Sir" Kostroman - borító
- Axel Jusseit - fénykép
- Hans Martin Issler - fénykép
- Buffo Schnädelbach - fénykép
- Sascha Wischnewski - fénykép

## Külső hivatkozások
- A Blind Guardian hivatalos honlapja